# Rochelle Gilmore
Rochelle Gilmore (Sutherland, 14 de dezembro de 1981) é uma desportista australiana que competiu no ciclismo na modalidade de pista, especialista na prova de scratch; ainda que também disputou carreiras de rota.
Ganhou duas medalhas de prata no Campeonato Mundial de Ciclismo em Pista, nos anos 2002 e 2003.
É a fundadora e directora da equipa feminina Wiggle-Honda. Retirou-se da competição no ano 2015.

## Medalheiro internacional
| Campeonato Mundial | Campeonato Mundial    | Campeonato Mundial | Campeonato Mundial |
| Ano                | Lugar                 | Medalha            | Competição         |
| ------------------ | --------------------- | ------------------ | ------------------ |
| 2002               | Ballerup ( Dinamarca) | Medalha de prata   | Scratch            |
| 2003               | Stuttgart ( Alemanha) | Medalha de prata   | Scratch            |